# Agrotis haesitans
Agrotis haesitans là một loài bướm đêm trong họ Noctuidae.